# وليام شوستر
وليام شوستر دورنيليس دا سيلفا (بالبرتغالية: William Schuster Dornelles da Silva‏) المعروف باسم وليام شوستر (ولد في 31 مايو 1987) هو لاعب كرة قدم برازيلي يلعب كلاعب خط وسط.